# Tầng lửng

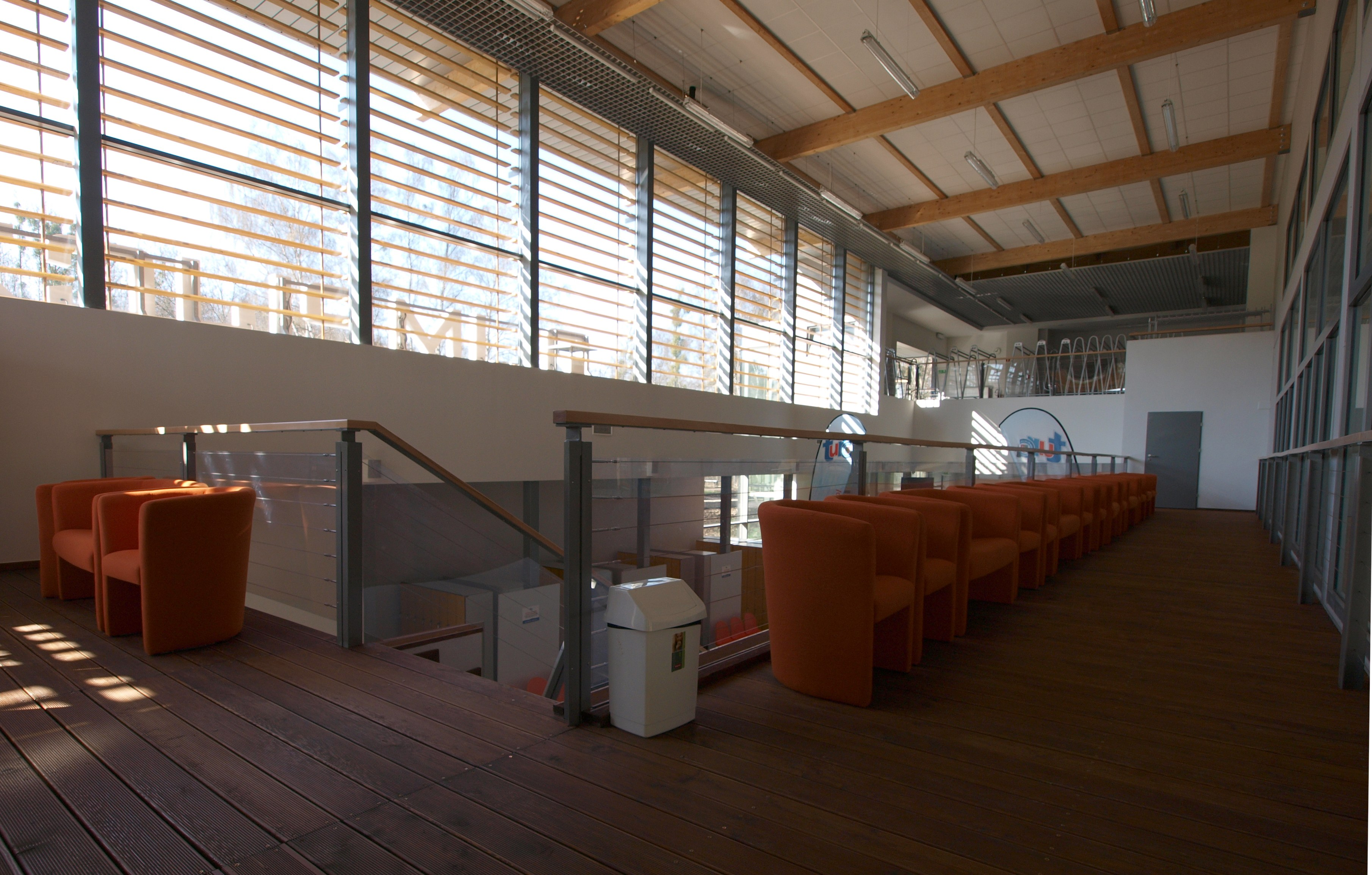
Một tầng lửng với sàn bằng ván gổ

Tầng lửng hay còn gọi đơn giản là lửng là một tầng trong kiến trúc của một tòa nhà hoặc một ngôi nhà. Đó là một tầng trung gian giữa các tầng của một tòa nhà chính và do đó thường không tính trong số các tầng tổng thể của một tòa nhà. Thông thường, tầng lửng là trần thấp và nằm ở tầng một (tầng dưới cùng). Thuật ngữ tầng lửng bắt nguồn từ tiếng Ý là "mezzano".
Thiết kế tầng lửng là một trong những cách để tăng diện tích sử dụng theo chiều cao. Việc làm này rất thích hợp với những căn nhà có diện tích hẹp hoặc nằm trong khu vực bị khống chế chiều cao. Nhưng ngay cả với những ngôi nhà lớn, cũng có thể thiết kế tầng lửng để tạo ra không gian đẹp và thoáng. Những ngôi nhà có được thiết kế tầng lửng này thường được gọi một cách ngắn gọn là nhà gác lửng.

## Công dụng
Chức năng sử dụng của tầng lửng khá đa dạng. Có thể xây lệch tầng và ở đó dùng làm nơi sinh hoạt chung hay phòng làm việc hoặc đưa phòng khách, phòng ăn và bếp lên khu vực này. Cũng có thể sử dụng nơi đây để vừa làm phòng ngủ và phòng sinh hoạt chung. 

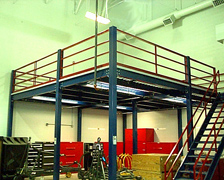
Một tầng lửng trong nhà kho

Tầng lửng có nhiều mục đích sử dụng. Công năng sử dụng của tầng lửng khá đa dạng:
- Khi diện tích xây dựng không được rộng lắm mà cần mặt bằng trệt để kinh doanh hoặc làm nơi để xe, nhà kho cũng có thể làm tầng lửng để tăng tối đa diện tích chứa đựng.
- Khi buộc phải giới hạn bởi chiều cao công trình mà cần mặt bằng rộng cũng có thể dùng tầng lửng. Trường hợp đủ diện tích, có thể đưa hết các không gian chức năng của tầng trệt lên tầng lửng như bếp ăn, phòng khách.
- Tầng lửng cũng có thể chỉ dùng với mục đích tiếp khách mà vẫn quan sát được việc mua bán ở tầng trệt. Tầng lửng có khi vừa là phòng khách vừa là phòng sinh hoạt chung gia đình.
- Với nhiều nhà ở, có thể bố trí tầng lửng như một phòng ngủ của gia chủ.

## Thiết kế

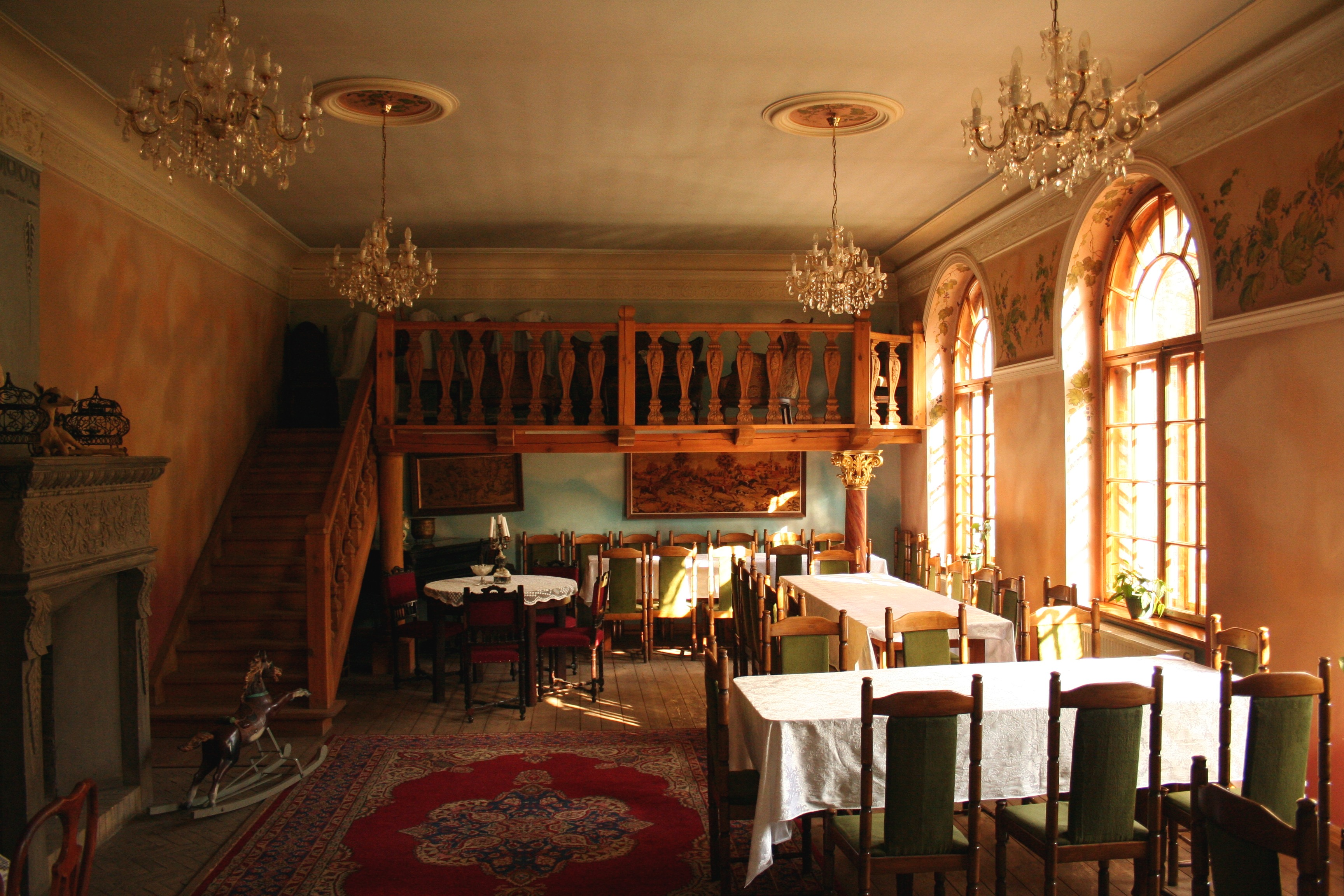
Một tầng lửng được thiết kế, trang trí bắt mắt

Tùy theo quan điểm thẩm mỹ và kết cấu kỹ thuật của các tòa nhà, ngôi nhà thì sẽ có những thiết kế, trang trí khác nhau của các tẩng lửng trong ngôi nhà. Đối với những căn nhà nhỏ và vừa, có thể sử dụng tầng một cho kinh doanh và đưa bếp, nhà ăn, phòng khách lên tầng lửng. Từ tầng lửng, có thể quan sát được sinh hoạt của tầng dưới và không gian sống trở nên thoáng hơn. Riêng đối với các căn nhà rộng, khu vực thiết kế được không gian lạ, sang trọng thì tầng lửng như để trang trí, có thể làm riêng một thang chỉ để lên phần này. Phần trệt dưới bố trí nhà kho, nơi để xe... tuỳ vào sự phóng tác của nhà thiết kế hay dụng ý của gia chủ. Đối với nhà sâu, có thể thiết kế tầng lửng nằm trong phần trệt và dùng làm nơi sinh hoạt chung. Tầng 2 và 3 dùng làm phòng ngủ. Tầng tiếp theo cũng có thể bố trí thêm được một phòng ngủ nữa nếu đông người.
Độ cao của tầng một và lửng thường khoảng 2,5 đến 2,8 m. Có nhiều nhà làm tầng lửng nhưng chỉ đúc ra 1,5 hoặc 2 m để bàn thờ hoặc kê vài cái ghế... tầng lửng chiếm khoảng 2/3 chiều sâu của căn nhà. Cầu thang từ trệt lên lửng có thể đặt ở vị trí nhỏ gọn vì số bậc ít và không chiếm diện tích. Cầu thang từ phần lửng lên các tầng trên có thể bố trí ở một khu vực khác thuận lợi hơn và phân chia không gian hợp lý. 
Nhà xây mới, tầng lửng có thể thiết kế đúc. Trường hợp nhà cũ với độ thông thủy tầng trệt tương đối cao, có thể thêm một gác lửng bằng gỗ ván để tăng diện tích sử dụng. Vị trí tầng lửng thường chiếm khoảng 1/2-2/3 diện tích xây dựng tầng trệt. Cao độ tầng trệt thường từ 3,5 m đến 4 m, nếu trệt có lửng thì cao từ 4,5 đến 5 m, khi đó, cao độ tầng lửng vào khoảng 2,2 m-2,5 m.

## Quy định khi thiết kế tầng lửng
- Gia chủ được phép xây dựng tầng lửng hay không phụ thuộc vào nhiều quy định của đơn vị quy hoạch hoặc từng quận.
- Tầng lửng được bố trí tại tầng trệt công trình và trong trường hợp tầng trệt có chiều cao từ cao độ nền tầng trệt đến sàn lầu 1 không thấp hơn 5m và không quá 5,8m
- Diện tích  xây dựng của tầng lửng không được vượt quá 80% diện tích xây dựng tầng trệt
- Chiều cao tầng 1 không thấp hơn 2,7m khi bố trí tầng lửng (TCVN9411)

## Nhà gác lửng công nghiệp
Trong các môi trường công nghiệp, gác lửng có thể được lắp đặt (thay vì được xây dựng như một phần của cấu trúc) trong các không gian có trần cao như nhà kho. Những công trình kiến trúc bán kiên cố này thường ở trạng thái tự do, có thể tháo dỡ và di dời, và được bán với mục đích thương mại. Kết cấu gác lửng công nghiệp có thể được hỗ trợ bởi các cột và phần tử thép kết cấu, hoặc bằng các giá đỡ hoặc giá đỡ. Tùy thuộc vào nhịp và chiều dài của gác lửng, các vật liệu khác nhau có thể được sử dụng cho mặt cầu của gác lửng. Một số gác lửng công nghiệp cũng có thể bao gồm không gian văn phòng có vách ngăn, kín ở các tầng trên của chúng. Một kỹ sư xây dựng đôi khi được thuê để giúp xác định xem sàn của tòa nhà có thể đỡ được gác lửng hay không (và gác lửng có thể nặng đến mức nào) và thiết kế gác lửng phù hợp.

## Tiêu chuẩn an toàn cho tầng lửng ở các khu công nghiệp
Theo thống kê nhân viên, công nhân tại các nhà máy công nghiệp có sử dụng tầng lửng thường có nguy cơ bị ngã khi họ đang làm việc. Các số liệu gần đây cho thấy khoảng 20.000 ca thương tích nghiêm trọng và gần 100 ca tử vong mỗi năm tại các cơ sở công nghiệp. Sự cố ngã khỏi tầng lửng và rơi đồ vật từ gác lửng là mối quan tâm đặc biệt.
Trong nhiều hoạt động công nghiệp, các lỗ hở được khoét vào lan can trên gác lửng và bệ làm việc trên cao để cho phép bốc và dỡ vật liệu xếp dỡ, thường bằng xe nâng lên các tầng trên. Cơ quan Quản lý an toàn nghề nghiệp (OSHA) và Hội đồng Xây dựng Quốc tế (IBC) đã công bố các quy định về bảo vệ chống rơi và viện tiêu chuẩn Quốc gia Hoa Kỳ (ANSI) đã công bố các tiêu chuẩn về đảm bảo khu vực rơi để bảo vệ công nhân làm việc trên các bệ nâng cao và có các khe hở.
Trong hầu hết các trường hợp, cổng an toàn được sử dụng để đảm bảo các lỗ mở này. OSHA yêu cầu các khe hở từ 48 inch trở lên phải được bảo đảm bằng hệ thống chống rơi.  phần lan can hoặc cổng có thể tháo rời xoay hoặc trượt mở sẽ được sử dụng để mở ra khu vực và cho phép chuyển vật liệu, sau đó đóng lại khi vật liệu được lấy ra. Tuy nhiên, các tiêu chuẩn ANSI hiện tại yêu cầu hệ thống an toàn cổng kép để bảo vệ chống rơi.
Hệ thống an toàn cổng kép được tạo ra để đảm bảo an toàn cho những khu vực này, cho phép luôn có rào chắn, ngay cả khi pallet đang được tải hoặc dỡ bỏ. Hệ thống cổng kép tạo ra một trạm làm việc hoàn toàn khép kín cung cấp sự bảo vệ cho người lao động trong quá trình tải và dỡ hàng. Khi cổng phụ phía sau mở ra, cổng gờ sẽ tự động đóng lại, đảm bảo luôn có cổng giữa nhà điều hành và gờ.

## Cách phân loại tầng lửng
Thông thường người ta chia tầng lửng thành các loại như sau:
Tầng lửng phía sau: loại tầng lửng này rất phổ biến với những công trình nhà phố, nhà kiền kề. Việc thiết kế tầng lửng phía sau giúp tạo không gian đẹp cho phòng khách, vị trí tầng lửng tạo điều kiện tốt để có thể làm không gian sinh hoạt chung, có thể quan sát tầng trệt. Tuy nhiên thiết kế tầng lửng phía sau lại khiến cho không gian trệt phía sau thấp ngay cả không gian của tầng lửng cũng có thể tạo cảm giác bí bích và chật chội cho người sử dụng.
Tầng lửng phía trước: cũng là một trong những kiểu tầng lửng được sử dụng nhiều. Thiết kế tầng lửng phía trước giúp gây ấn tượng mạnh khi người khác bước vào phòng khách của bạn, tạo cho người nhìn cảm giác mới lạ và thu hút. Bạn có thể phối hợp thêm màu sắc phù hợp để có thể giúp không gian sống của mình trở nên hài hòa và ấn tượng với mọi người hơn. Đây cũng là một cách để có thể thể hiện tính cách của bản thân bạn.
Tầng lửng  bên hông: cũng được yêu thích bởi sự mới lạ và độc đáo, cá tính. Tuy nhiên nếu gia chủ muốn thiết kế loại tầng lửng này thì cần có một diện tích đủ lớn. Bởi kiểu thiết kế này đòi hỏi một không gian rộng rãi.
Tầng lửng trong phòng: loại thiết kế này thường được bố trí trên toilet làm không gian làm việc hoặc tùy thuộc vào sở thích cá nhân. Loại tầng lửng trong phòng phù hợp với thiết kế một không gian riêng tư và thoải mái. Bạn chỉ nên bố trí khi diện tích phòng ngủ tương đối lớn hoặc dài.

## Ở Việt Nam
Ở Việt Nam, theo quy định thì tẩng lửng chiếm diện tích khoảng 80% diện tích của sàn nhà tuy nhiên trường hợp chủ nhà, chủ công trình lấp ô thông tầng ở tầng lửng bị coi là xây dựng vượt quá số tầng được phép và bị phạt.
Đối với nhà ở riêng lẻ, nếu việc thay đổi kiến trúc bên trong công trình xây dựng không ảnh hưởng đến kết cấu chịu lực chính thì không xử phạt về hành vi xây dựng sai Giấy phép xây dựng. Trường hợp chủ đầu tư xây dựng đúng số tầng, có phát sinh thêm tầng lửng nhưng không vượt quá chiều cao công trình theo Giấy phép xây dựng thì không xử phạt về hành vi xây dựng sai Giấy phép xây dựng.